# Oligosoma longipes
Espèce
Oligosoma longipes est une espèce de sauriens de la famille des Scincidae.

## Répartition
Cette espèce est endémique de Nouvelle-Zélande.

## Étymologie
Le nom spécifique longipes vient du latin longus, long, et de pes, le pied, en référence à l'aspect de ce saurien.

## Publication originale
- Patterson, 1997 : South Island skinks of the genus Oligosoma : description of O. longipes n. sp. with redescription of O. otagense (McCann) and O. waimatense (McCann). Journal of the Royal Society of New Zealand, vol. 27, no 4, p. 439-450.